# Pohjentrek
Pohjentrek is een bestuurslaag in het regentschap Pasuruan van de provincie Oost-Java, Indonesië. Pohjentrek telt 8694 inwoners (volkstelling 2010).